# Valdemar Oliefelt
Valdemar Oliefelt är ett producerande oljefält och i den danska delen av Nordsjön. Det består av två delar och upptäcktes 1977 (Bo) respektive 1985 (Nord Jens) och togs i drift 1991 (Nord Jens) respektive  2007 (Bo). Reservoarerna ligger i kalksten 2 000 meter respektive 2 600 meter under havsytan.